# Dramatická výchova
Dramatická výchova je jeden z pěti oborů estetické výchovy a výchovy uměním (vedle výchovy literární, výtvarné, hudební a pohybové/taneční), v němž se pracuje s prostředky a postupy divadelního umění, především s mimetickou hrou (dramatickou hrou, hrou v roli). V dramatické výchově je tak pozornost soustředěna především na lidské jednání a mezilidské vztahy. V dramatické výchově se vychází z přirozené dětské napodobivé hry (hry „jako“), která je založena na přeměně, v níž se účastníci hry a vše, co je do hry zahrnuto (prostor, předměty, zvuky), stávají něčím nebo někým jiným, než v realitě (aktuálním světě) jsou (vstupují do fiktivního světa, který svým jednáním aktivně spoluvytvářejí).
Dramatickou výchovu je možné charakterizovat také jako učení přímým prožitkem a vlastní zkušeností v jednání, nabývání životní zkušenosti společným řešením problému (situace) nejen intelektem, ale i intuicí, a to se zapojením těla a emocí.

## Metody
Stěžejní metodou dramatické výchovy je dramatická hra (mimetická hra, hra v roli), která může být realizována v těchto třech základních rovinách:
- Rovina simulace – Hráči hrají sami sebe, avšak v simulované situaci, ve které se nyní nenacházejí.
- Rovina alterace – Zde na sebe hráči berou roli někoho jiného ve fiktivní situaci, ale fiktivní postavu vytvářejí svým jednáním pouze „obrysově“, jako postavu typovou, s důrazem na její funkci v ději.
- Rovina charakterizace – Při ní jde už o vědomé komplexní vytváření fiktivní dramatické osoby, k němuž je nezbytnou podmínkou určitá životní zkušenost a určitý stupeň mentálního vývoje.

Josef Valenta (2008) dělí metody dramatické výchovy do těchto skupin, při kterých se člověk stává někým nebo něčím jiným:
1. Metoda (ú)plné hry: tento typ je založen na modelování situací s využitím všech aktivit – pohybu, řeči, psaní, manipulací s předměty atd.
2. Metody pantomimicko-pohybové: pro tento typ metod je základem pohyb, od účastníků není vyžadován zvuk a řeč
zrcadlení: podstata spočívá v co nejpřesnějším napodobení pohybové akce hráče druhým hráčem
živé nehybné obrazy (sochy): sehrání určitého jevu, osoby či situace jedním nebo více účastníky beze slov a bez pohybu(konfigurací těla, stabilním mimickým výrazem).
3. Metody verbálně zvukové : metody založené na zvuku a slově. Např. vypravování, rozhovor, diskuze
alej: ulička, hráči vytvoří naproti sobě dvě řady s určitou mezerou, kudy prochází některá z důležitých postav, zpravidla je určeno, co alej zastupuje, je vymezeno, v jaké úrovni rolové hry se hráči v řadách budou vyjadřovat k postavě, která uličkou prochází. Postava prochází, naslouchá, reaguje
brainstorming: hledání nápadů, v první fázi se vystřelují nápady, zapisují se, nahrávají, registrují. V další fázi probíhá obsahová analýza, výběr optimálního řešení
4. Improvizace: hraní bez scénáře, vznikající na místě, přímo v procesu. Improvizace poskytuje autentický prožitek ve fiktivní situaci, hráč se v ní setkává a vypořádává se skutečně vzniklou obtíží. Nabízí jak známé, tak dosud neprožité situace, umožňuje poznávat život v celé jeho šíři a poskytuje příležitost vyzkoušet si situace v nezávazné, ale kontrolované podobě.

Další metody doplňují metody základní. Jsou to takové aktivity, které nejsou pro dramatickou výchovu typické (výtvarné práce apod.).
1. Metody graficko-písemné: se používají při startování dramatu, získávání informací, budování důvěry a atmosféry. Využívají beletrii, deníky, dokumenty, dopisy, dotazníky, testy, inzeráty, myšlenkové plány, obrazy, odborné texty, plakáty, projekty.
2. Metody materiálově-věcné: se zaměřují na práci s různým druhem materiálu, jako: práce s kostýmem, práce s loutkou, práce se zástupným předmětem.

### Využívané principy
- Princip divadelnosti: to znamená, že lidé jsou schopni hrát svým jednáním fikci – fiktivní objekt, situaci, jednání.
- Princip dramatičnosti: to je zaměření na obsah hry (hry „jako“) na určité problémy, konflikty.

## Cíle
Cíle, které pedagog dramatické výchovy sleduje, se váží na všestranné rozvíjení osobnosti dítěte a mladého člověka (zaměření na osobnost a její vztahy ke světu, a především ke společnosti a ve společnosti, na komunikaci, zohlednění etických a estetických hodnot, rozvoj schopnosti adekvátně prožívat fikci, používat improvizaci, učit se zaujímat vlastní stanoviska, formulovat vlastní názory a naslouchat druhým, rozvoj kreativity, získávání divadelních dovedností, event. i znalostí, rozvíjení schopnosti vnímat, prožívat a hodnotit umělecké dílo a výchova kultivovaného a poučeného diváka).
Dramatická výchova má dvě základní směřování: interní školní dramatickou výchovu a dramatickou výchovu, v níž se pracuje na divadelním nebo přednesovém tvaru, tedy divadlo hrané dětmi a mládeží a dětský přednes (sólový i kolektivní). Práce na divadelní nebo přednesové inscenaci je logickou součástí dramatickovýchovného procesu, není však jeho cílem, ale prostředkem k výchovnému působení na účastníka hry.

## Výuka a zařazení do kurikula
Dramatická výchova ve škole může být samostatným vyučovacím předmětem, nebo mohou být některé její metody a techniky využívány při výuce jiným předmětům.
Dramatickou výchovu lze v České republice studovat na vysokých školách, a to jako obor na Divadelní fakultě AMU v Praze na Katedře výchovné dramatiky, na Divadelní fakultě JAMU v Brně v ateliéru Divadlo a výchova, anebo jako specializaci na některých pedagogických fakultách.
V Rámcovém vzdělávacím programu pro základní vzdělávání a v Rámcovém vzdělávacím programu pro gymnaziální vzdělávání je dramatická výchova zařazena jako doplňující obor a školy ji mohou zařadit do svých vzdělávacích programů vedle výchovy výtvarné a hudební. Na základních uměleckých školách je dramatická výchova vyučována jako samostatný obor (literárně-dramatický obor) už od 60. let 20. století.